# Mályvacukor
A mályvacukor neve egy mályvaféle (Althaea officinalis) nevéből származik, amely Európa, Észak-Afrika és Ázsia egyes részein őshonos gyógynövény. Mocsarakban és más nedves területeken nő. A növény szára és levelei húsosak, fehér virága ötszirmú. Nem ismert, hogy pontosan mikor találták ki a mályvacukrot, de története i. e. 2000-ig nyúlik vissza. Azt mondják, az ókori egyiptomiak voltak az elsők, akik elkészítették és felhasználták a növény gyökerét köhögés és torokfájás csillapítására, valamint sebek gyógyítására.
A mályvacukrot akkor úgy készítették, hogy a gyökérpép darabjait mézzel sűrűre főzték.
A mályvacukor cukorból, vízből és zselatinból szilárd, de lágy állagúra habosított édesség. Sütéshez töltelékként használják, vagy formába öntik és kukoricakeményítővel vonják be. Ezt a cukros édességet az Althaea officinalis, azaz fehérmályva (angol nyelvterületen marshmallow, azaz mocsári mályva) növényből készült gyógyászati édesség ihlette.

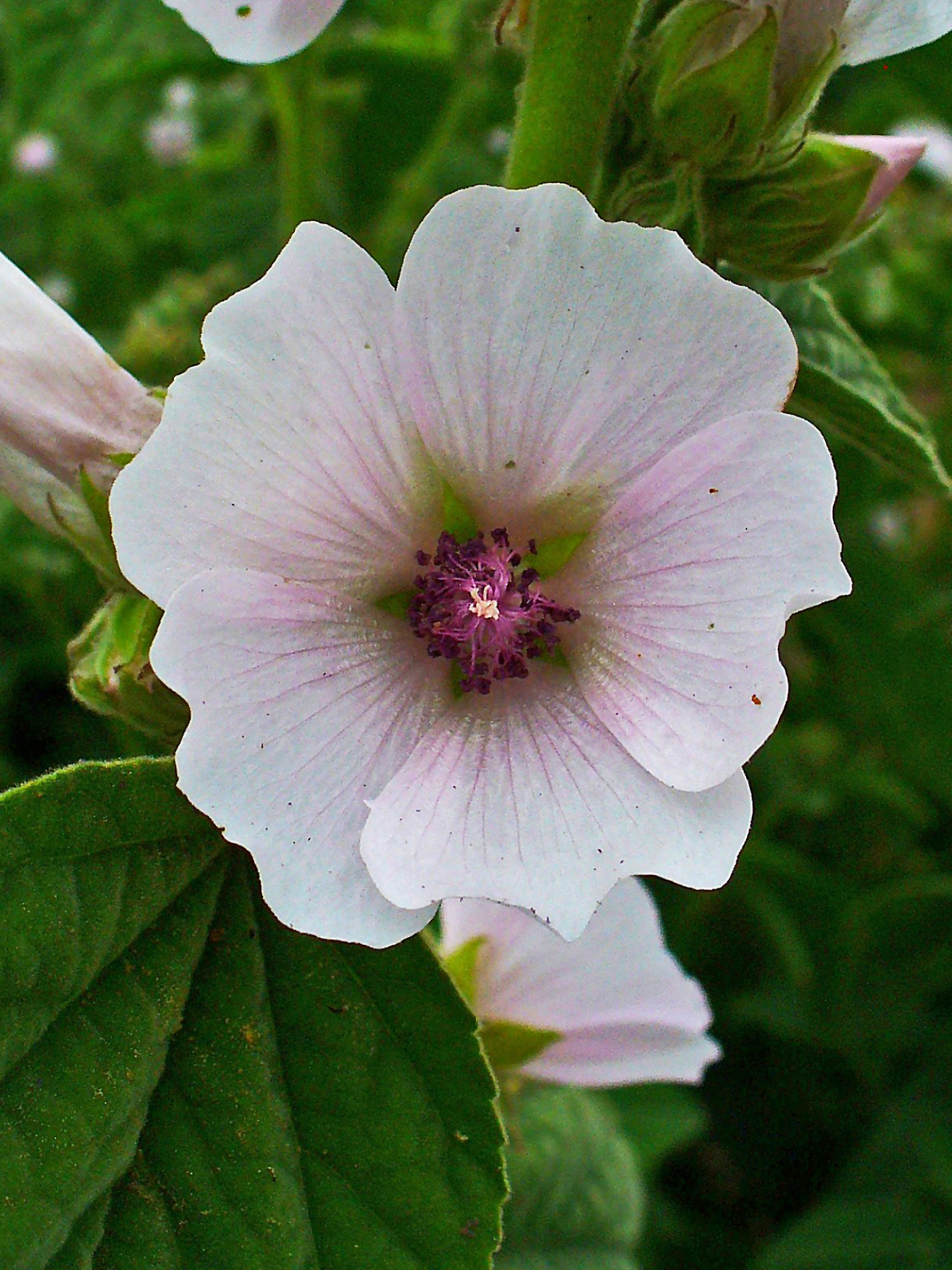
Mályva, a mályvacukor névadója

## Mályvacukor
- zselatin
- hideg víz
- vaníliaaroma
- kukoricakeményítő
- porcukor

1. Áztassuk a zselatint 1/3 bögre hideg vízbe 10 percre.
2. Egy bögre vízben olvasszuk fel a cukrot.
3. Adjuk hozzá a megduzzadt zselatint és olvasszuk fel. Hagyjuk főni mintegy 15 percig.
4. Öntsük egy nagy tálba, és adjuk hozzá a vaníliakivonatot. Keverjük jól össze, sűrű masszát nem kapunk.
5. Olajozzunk ki vékonyan egy tepsit, és öntsük bele a masszát.
6. Hagyjuk kihűlni és megszilárdulni (kb. 2 óra).
7. Keverjük össze a kukoricakeményítőt és a porcukrot.
8. Vágjuk kockákra az elkészült mályvacukrot, és hempergessük meg őket a porcukban.